# تشارلي هاس
شارلي هاس (بالإنجليزية: Charlie Haas) هو مصارع أمريكي ولد في 27 مارس 1972 كن يصارع في اتحاد المصارعة العالمية الترفيهية يبلغ طوله 1.89 متر ووزنه 113 كيلوغرام ظهر لأول مرة في 26 ديسمبر 2002 .

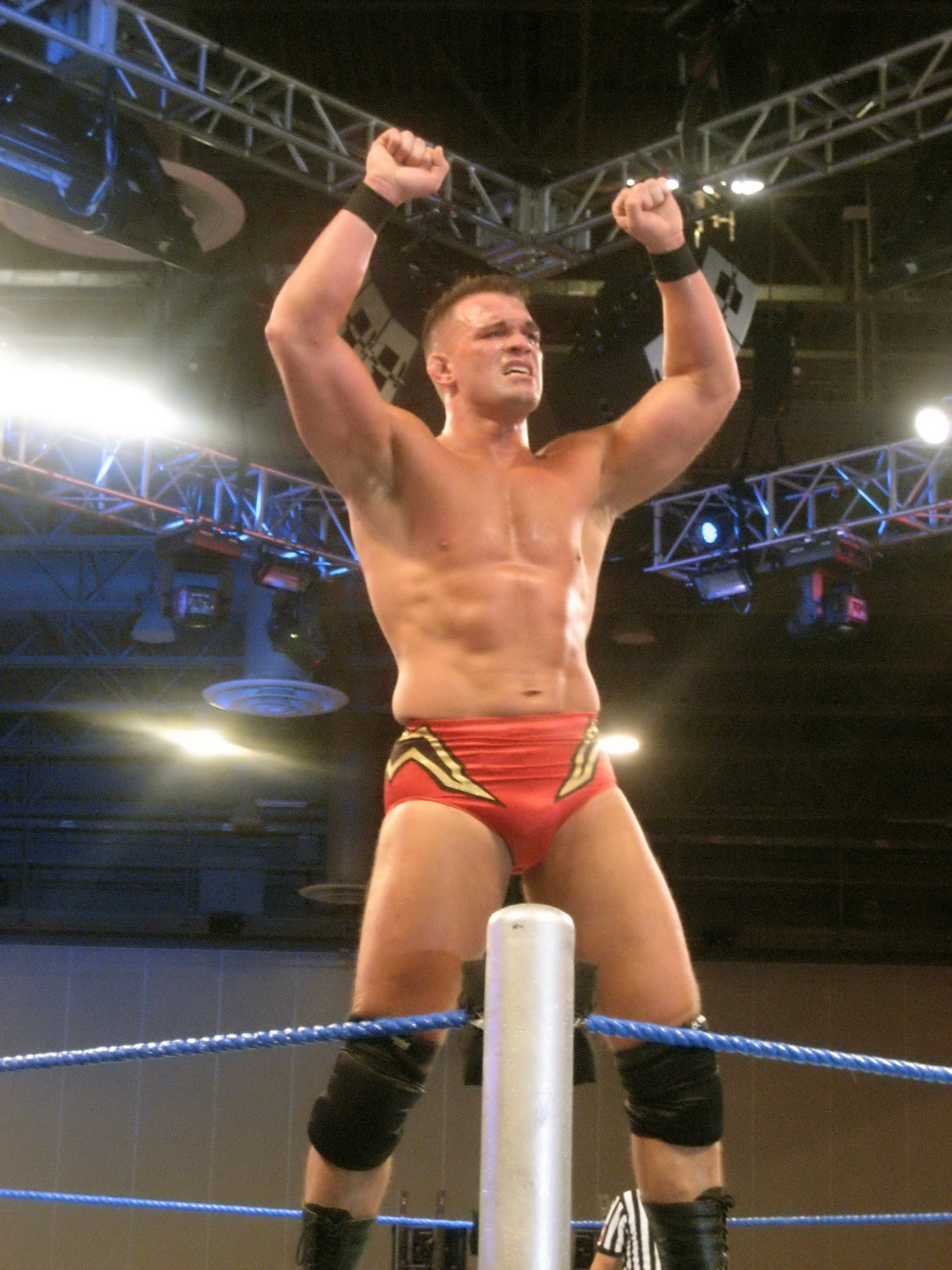

## وصلة خارجية
- تشارلي هاس على موقع IMDb (الإنجليزية)
- تشارلي هاس على موقع قاعدة بيانات الفيلم (الإنجليزية)
- تشارلي هاس على موقع WrestlingData.com (الإنجليزية)
- تشارلي هاس على موقع CageMatch worker (الإنجليزية)
- تشارلي هاس على موقع قاعدة بيانات المصارعة على الإنترنت (الإنجليزية)
- تشارلي هاس على موقع عالم المصارعة على الإنترنت (الإنجليزية)
- تشارلي هاس على موقع عالم المصارعة على الإنترنت (الإنجليزية)

- Online World Of Wrestling profile